# 영능력자 오다기리 쿄코의 거짓말
《영능력자 오다기리 쿄코의 거짓말》(霊能力者 小田霧響子の嘘 레이노우료쿠샤 오다기리쿄코노우소[*])은 가이타니 시노부의 일본 만화, 또는 이를 원작으로 한 텔레비전 드라마이다. 《비즈니스 점프》 (슈에이샤) 2007년 12호 - 2011년 21·22합본호에 연재됐으며, 2012년부터는 《그랜드 점프》에서 연재될 예정이다. 천재 영능력자 오다기리 쿄코가 타고난 추리력으로 사건을 해결해나가는 추리 만화이다.

## 줄거리
보기 드문 초능력으로 미해결 사건을 차례차례로 해결하는 천재 영능력자 오다기리 쿄코. 어느 날, 쿄코의 광팬인 타니구치 이치로는 거리에서 우연히 쿄코를 발견하고 뒤를 따라가는데, 거기서 그녀의 큰 '거짓말'을 알게...

## 드라마
이시하라 사토미 주연으로 2010년 10월 10일부터 같은 해 12월 5일까지 TV 아사히의 《일요 나이트 드라마》시간대에 방송됐다. 구성은 원작을 따르고 있지만, 인물 설정에는 큰 차이가 있다.

### 드라마판 등장인물
오다기리 쿄코 - 이시하라 사토미
본 작품의 주인공이며, 줄여서 '오다쿄'라고도 불린다. 토크 방송 《오컬토크》에서 '천재 영능력자'로 활약하고 있지만, 실제로는 영능력이 없는 가짜 영능력자이다.
타니구치 이치로 - 타니하라 쇼스케
경시청 경부보. 경시청이 갑자기 설치한 '영능력 수사과 준비실'의 일원이다.
이부시 카오루 - 오시마 유코 (AKB48)
쿄코의 사촌이며, 그녀의 소속사이자 방송기획사 EVC 에이전시의 사장 겸 《오컬토크》 PD이다.
여형사 'S' - 미우라 리에코
오다기리 코타 - 다케우치 도시
쿄코의 남동생이다. 난치병으로 입원 중이며, 쿄코가 거짓을 계속 해나가는 이유이다.
토이 무츠코 - 시노하라 마이
TV 방송 《오컬토크》의 사회를 맡고있는 아나운서이다. 쿄코가 영능력자라고 믿고 있으며, 그의 수상한 언동이나 사소한 것들까지 맹신하고 있다.

### 주제가
- 세카이노 오와리 〈천사와 악마〉 (天使と悪魔)

### 원작과 차이점
- 원작에 등장하지 않은 쿄코의 사촌 카오루와 친동생 료타, 타니구치의 상사 'S'가 등장한다.
- 쿄코가 원작과 달리 소심한 성격이며, 타니구치는 '형사'라는 설정을 갖고있어 적극적이다.